# Целина
Целина́ — непаханая земля, собирательное название слабоосвоенных (из-за нехватки населения), но плодородно-богатых земельных ресурсов, прежде всего в Казахстане (государственная программа увеличения продовольствия Союза ССР через освоение Целины в 1950-е — 1960-е годы).
Также были определены районы целины на Поволжье, Сибири, Урале и Дальнем Востоке.
Термин приобрёл широкое распространение в СССР именно с 1954 года по 1960-е годы, когда проводилось массовое освоение целины.
Общая площадь новых земель — 43 миллиона га (из них ныне на территории Российской Федерации — 16,3 миллиона).

## Целина в литературе
«Поднятая целина» — роман Михаила Шолохова. Первый том опубликован в 1932 году, второй — в 1959 году. Произведение посвящено коллективизации на Дону и движению «25-тысячников».
«Советская цивилизация» Сергея Кара-Мурзы содержит упоминание о целине на территории Кустанайской и Северо-Казахстанской области, куда автор, будучи студентом химфака МГУ, приехал в 1957 году.
Книга «Целина» Л. И. Брежнева.

## Целина на почтовых марках

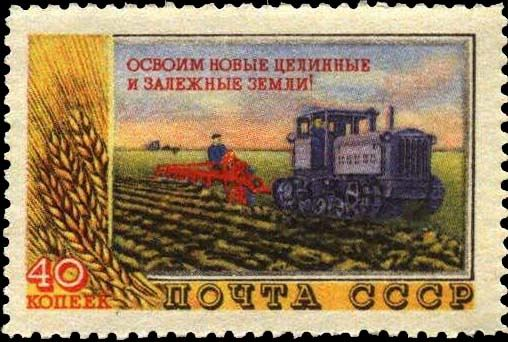
Почтовая марка СССР, 1954 год. Сельское хозяйство в СССР. Освоение целинных и залежных земель.
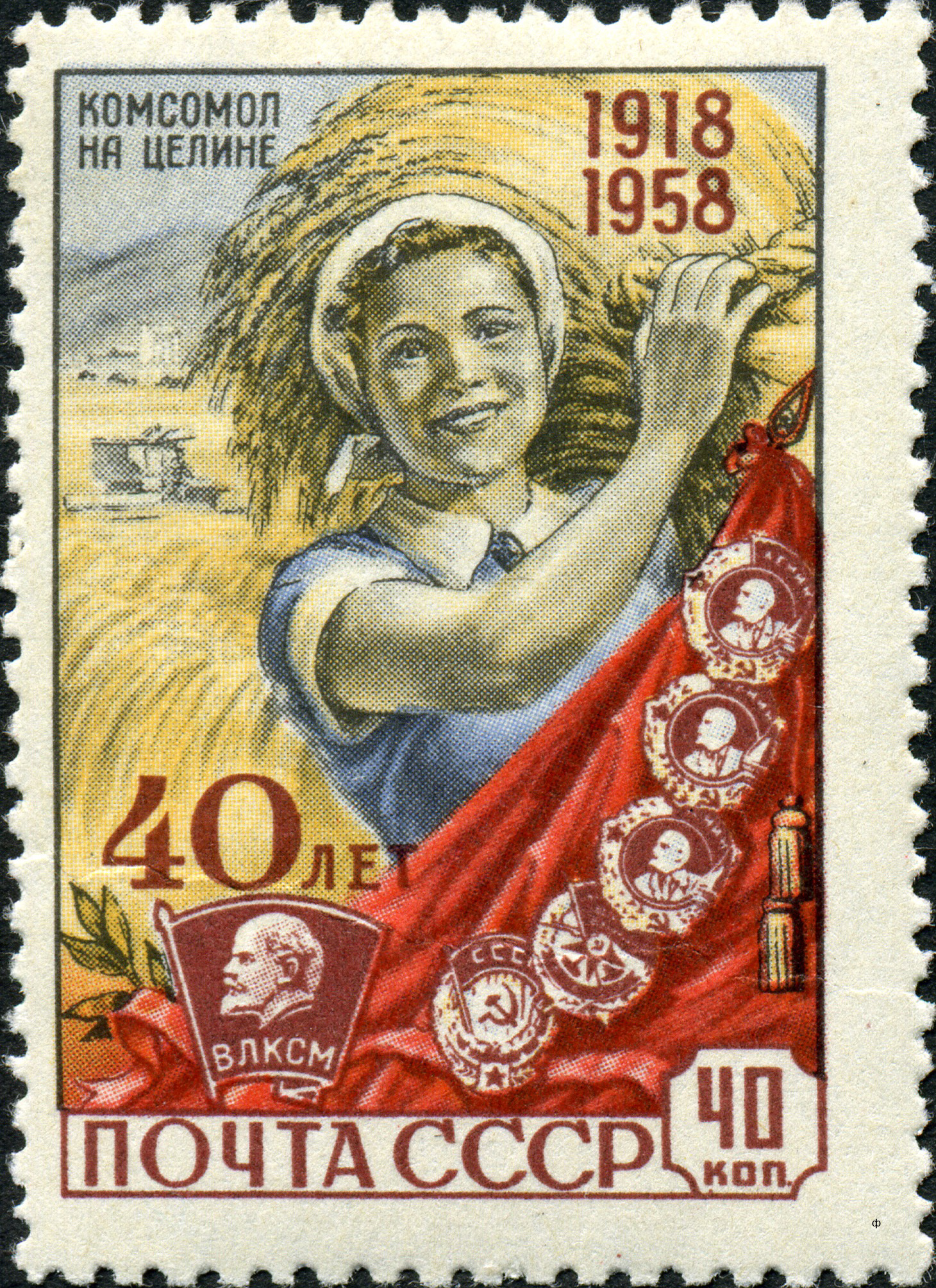
Почтовая марка 1958 год. 40 лет ВЛКСМ. Целина
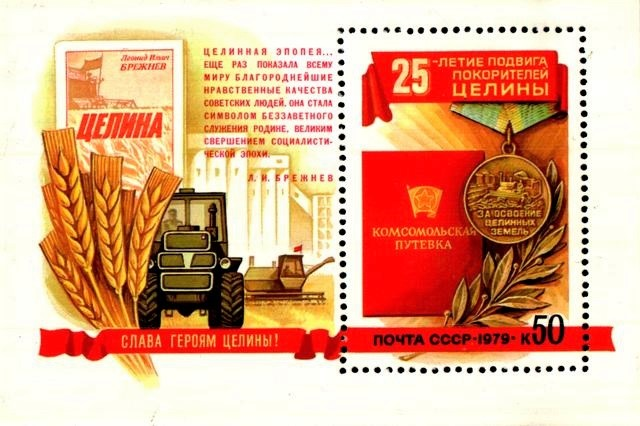
Почтовые блок СССР, 1979 год. 25-летие подвига покорителей целины